# HMS Anson (1886)
El HMS Anson fue el último de los seis acorazados de la clase Admiral construidos para la Marina Real Británica durante la década de 1880. El barco se completó, a excepción de su armamento, en 1887, pero tuvo que esperar dos años para que se instalaran sus armas. Fue asignado a la Flota del Canal a mediados de 1889 como buque insignia del segundo al mando de la flota. 
Dos años más tarde, el buque de pasajeros SS Utopia se hundió con la pérdida de 562 vidas después de colisionar contra el Anson en la Bahía de Gibraltar. El Anson no sufrió heridos ni daños por ese choque. A mediados de 1893, el Anson fue transferido a la Flota del Mediterráneo, y posteriormente regresó a casa en 1900 cuando fue asignado a la Flota de Reserva. Volvió a ser comisionado para la Home Fleet a principios de 1901. Anson fue dado de baja tres años más tarde y luego vendido como chatarra en 1909.